# Ingerana reticulata
Ingerana reticulata es una especie de anfibio anuro de la familia Dicroglossidae.

## Distribución geográfica
Es endémica del sudeste del Tíbet (China); quizá en la zona adyacente de la India.